# Єре Уронен
Єре Юхані Уронен (фін. Jere Juhani Uronen, нар. 13 липня 1994, Турку, Фінляндія) — фінський футболіст, лівофланговий захисник шведського клубу АІК та національної збірної Фінляндії.

## Ігрова кар'єра

### Клубна
Єре Уронен народився у місті Турку і футболом почав займатися у місцевому клубі ТПС. Влітку 2011 року Уронен дебютував за основну команду ТПС. Згодом він відзначився і першим забитим голом на професійному рівні. У складі фінського клубу Уронен встиг пограти і у кваліфікації Ліги Європи.
У січні 2012 року Уронен уклав угоду на 4,5 роки з шведським «Гельсінгборгом». І вже в квітні він зіграв перший матч у складі нового клубу в Аллсвенскан.
У січні 2016, після завершення сезону чемпіонату Швеції, Уронен підписав контракт на два з половиною роки з бельгійським «Генком». Пізніше футболіст продовжив дію свого контракту з бельгійцями.
Влітку 2021 року Уронен приєднався до клубу французької Ліги 1 «Брест», де провів два роки. Другу половину сезону 2022/23 футболіст грав в оренді у німецькому «Шальке 04». Після чого влітку 2023 року перебрався до МЛС, де підписав дворічний контракт з клубом «Шарлотт».
В січні 2025 року Уронен повернувся до шведського чемпіонату, де він вже грав, приєднавшись до столичного клубу АІК, з яким підписав дворічний контракт з можливістю продовження ще на рік.

### Збірна
У серпні 2011 року Уронен зіграв свій перший матч у складі молодіжної збірної Фінляндії. А вже за рік, у травні 2012, у матчі проти команди Туреччини Єре Уронен дебютував у національній збірній Фінляндії.

## Досягнення
- Володар Суперкубка Швеції (1):

«Гельсінгборг»: 2012
- Чемпіон Бельгії (1):

«Генк»: 2018-19
- Володар Суперкубка Бельгії (1):

«Генк»: 2019
- Володар Кубка Бельгії (1):

«Генк»: 2020-21